# Lycomède (Skyros)
Pour les articles homonymes, voir Lycomède.
Dans la mythologie grecque, Lycomède (en grec ancien Λυκομήδης / Lukomếdês) est le roi de Skýros, une île de la mer Égée.

## Étymologie
Le nom Λυκομήδης / Lukomḗdēs est sans doute composé de λύκος / lúkos (« loup ») et de μήδομαι / mḗdomai (« méditer », « penser à », « songer à ») : il signifie « qui pense comme un loup », dans le sens de « rusé ».

## Mythe

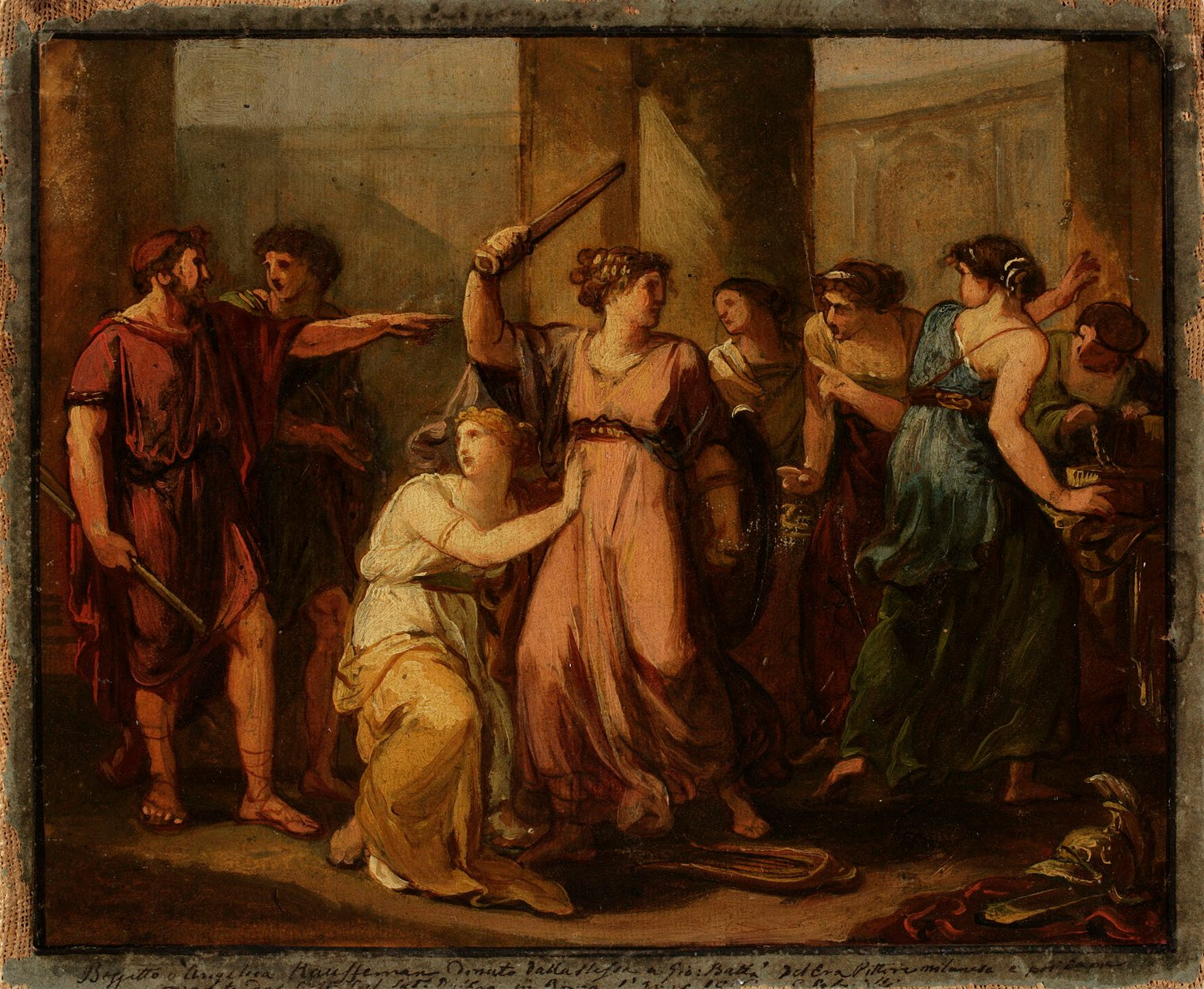
Ulysse trouve Achille parmi les filles de Lycomède
Angelica Kauffmann, 1786-1789
Galerie nationale de Finlande

Selon une légende post-homérique, après l'enlèvement d'Hélène par Pâris, Thétis confie à Lycomède, roi de Skyros, son fils Achille. Celui-ci est déguisé en jeune fille et répond au nom de « Pyrrha » (Πύρρα / Púrra, « la rousse »). Thétis a recours à ce subterfuge pour empêcher le jeune homme de partir pour la guerre de Troie, où elle sait qu'il doit périr. Achille en profite pour séduire Déidamie, la fille de Lycomède, qui lui donnera Néoptolème. Après le départ d'Achille, Lycomède élève son petit-fils jusqu'à ce que les Grecs demandent à Néoptolème de se battre à leurs côtés devant Troie.
Par la suite, Lycomède reçoit chez lui Thésée fuyant Athènes, gouvernée par l'usurpateur Ménesthée. Selon certains auteurs, Lycomède pousse Thésée dans un précipice. Pour Pausanias et le pseudo-Apollodore, la chute est accidentelle.